# Galatiní
Galatiní är en ort i Grekland.   Den ligger i prefekturen Nomós Kozánis och regionen Västra Makedonien, i den norra delen av landet, 300 km nordväst om huvudstaden Aten. Galatiní ligger 978 meter över havet och antalet invånare är 2 085.
Terrängen runt Galatiní är kuperad västerut, men österut är den bergig. Runt Galatiní är det ganska tätbefolkat, med 67 invånare per kvadratkilometer. Närmaste större samhälle är Siátista, 6,4 km söder om Galatiní. Trakten runt Galatiní består i huvudsak av gräsmarker.